# Laufen (Salzach)
Laufen este un oraș din districtul Berchtesgadener Land, regiunea administrativă Bavaria Superioară, landul Bavaria, Germania.